# Zoros Solo
Zoros Solo ist eine deutsche Tragikomödie von Martin Busker aus dem Jahr 2019. Der Film kam am 24. Oktober 2019 in die deutschen Kinos. Die DVD erschien am 11. März 2021.

## Handlung
Eine afghanische Familie ist bei ihrer Flucht vor den Taliban getrennt worden. Mutter, Sohn und Tochter haben es bis ins schwäbische Liebigheim geschafft, aber der Vater ist in Ungarn zurückgeblieben. Um ihn nachzuholen, lässt sich der 13-jährige Zoro auf mancherlei krumme Geschäfte ein, um an Geld zu kommen. Täglich telefonieren sie miteinander. Zufällig erfährt er davon, dass der örtliche Knabenchor für einen Wettbewerb in Ungarn probt. Das Ziel vor Augen überwindet er seine Scheu vor dem Singen und den christlichen Texten und zu aller Verblüffung, nicht zuletzt der verbitterten Leiterin der „Liebigheimer Spatzen“ Frau Lehmann, entpuppt sich der Junge als Talent. Dennoch wird er zunächst nicht für die Reise ausgewählt, sondern sein Freund und Rivale Julian. Durch Erpressung seines Chorfreundes Julians erreicht Zoro, dass Julian zurücktritt und er für das Solo in der Aufführung vorgesehen ist. Tatsächlich schafft er es seinen Vater im Gepäckraum des Reisebusses über die Grenze zu schmuggeln.
Danach kämpft Zoro weiter für seine neue Heimat, und dass sein Vater, ein von den Deutschen ausgebildeter Polizist Arbeit findet. Auch als er feststellt, dass Frau Lehmann sich von der Chorarbeit zurückgezogen hat, kämpft er mit seinen Chor- und Migrantenfreunden für eine Neuauflage des Chores.

## Hintergrund

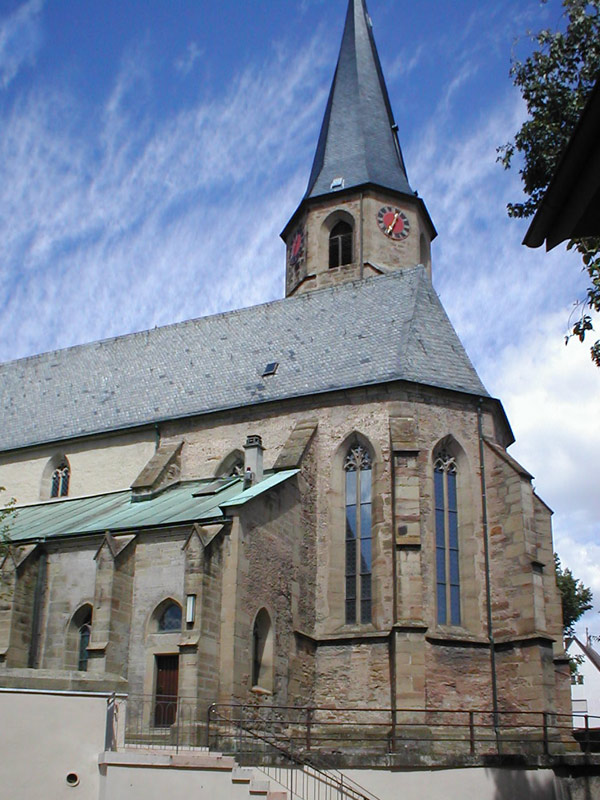
Einer der Drehorte: Cyriakuskirche in Bönnigheim

Zoros Solo ist der erste Kinofilm des Regisseurs Martin Busker. Das Drehbuch zum Film schrieb er gemeinsam mit Co-Autor Fabian Hebestreit. Das Projekt wurde im Rahmen des SWR Nachwuchsprogramms Debüt im Dritten entwickelt. Produktionsfirma war die H&V Entertainment, gefördert wurde das Projekt von der Medien- und Filmgesellschaft Baden-Württemberg und dem Deutschen Filmförderfonds.
Die Filmproduzentin Kathrin Tabler wählte ihre Heimatstadt Besigheim als Hauptkulisse, wo auch fast 300 Besigheimer als Komparsen, Kleindarsteller und Helfer an dem Film mitwirkten. Was in Besigheim fehlte, gab es in Bönnigheim (Cyriakuskirche) oder das evangelische Gemeindehaus in Ottmarsheim. Vom 14. August 2018 bis 14. September wurde an 25 Tagen gedreht, davon im August täglich zwölf bis 14 Stunden in Besigheim. Für die Komposition der Chorstücke und des Filmscores zeichneten die Komponisten Steven Schwalbe und Justin Michael LaVallee verantwortlich. Die Chorstücke wurden von den Stuttgarter Hymnus-Chorknaben eingespielt.
Die Premiere des Films war am 15. Juni 2019 auf dem Internationales Filmfest Emden-Norderney. Er gewann dort den Hauptpreis des Festivals, den Bernhard-Wicki-Preis in Gold, sowie den NDR Nachwuchspreis. Beim Bayerischen Filmpreis 2019 wurden Fabian Hebestreit und Martin Busker am 17. Januar 2020 für das beste Drehbuch ausgezeichnet,.
Der Verleih NFP marketing & distribution brachte den Film am 24. Oktober 2019 in die deutschen Kinos. Die DVD-Veröffentlichung erfolgte am 11. März 2021. Die Ausstrahlung im SWR-Fernsehen fand am 7. November 2021 statt.

## Auszeichnungen und Nominierungen
- 2019: Bernhard-Wicki-Preis in Gold für Martin Busker beim Internationalen Filmfest Emden-Norderney
- 2019: NDR – Nachwuchspreis für Martin Busker beim Internationalen Filmfest Emden-Norderney[12]
- 2019: Bayerischer Filmpreis in der Kategorie Drehbuch für Fabian Hebestreit und Martin Busker[13]
- 2019: Johnson City Film Festival in der Kategorie Best Feature Film[14]
- 2019: Filmschau Baden-Württemberg 2019 in der Kategorie Lobende Erwähnung[15]
- 2020: San Luis Obispo Int. Film Festival 2020 - Georg Sydney Independent Film Award[16]
- 2020: Woods Hole Film Festival 2020 in der Kategorie Audience Award - Narrative Feature und Best Performance Youth[17]
- 2020: Evolution! - Mallorca Int. Film Festival in der Kategorie Best actress für Andrea Sawatzki[18]